# 祖格迪迪市鎮

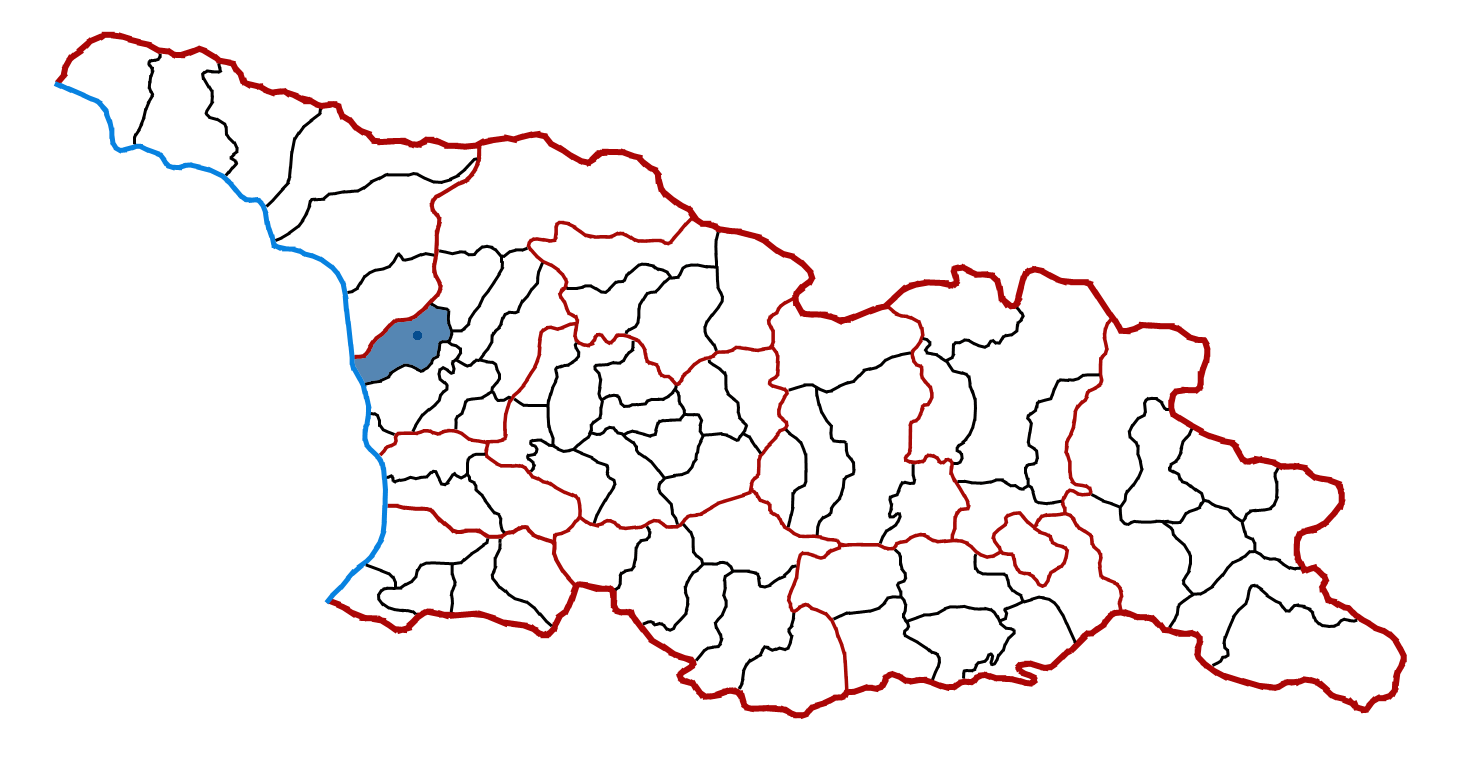

42°30′00″N 41°51′00″E / 42.5000°N 41.8500°E
祖格迪迪市鎮，是格魯吉亚西部拉恰-列其呼米和下斯瓦内蒂大区的市镇，行政中心为祖格迪迪。市镇面積为682平方公里，2016年人口数量为105,200人，人口密度每平方公里154人。